# Crossing the Mob
Pour plus de détails, voir Fiche technique et Distribution.
Crossing the Mob est un téléfilm américain de Steven Hilliard Stern diffusé en 1988.

## Distribution
- Maura Tierney
- Jason Bateman
- Michael Manasseri
- Frank Stallone
- Robert Costanzo